# Октябрський (Промишленнівський округ)
Октя́брський (рос. Октябрьский) — селище у складі Промишленнівського округу Кемеровської області, Росія.

## Населення
Населення — 254 особи (2010; 246 у 2002).
Національний склад (станом на 2002 рік):
- росіяни — 89 %